# Transandinomys
Transandinomys là một chi động vật gặm nhấm trong tông Oryzomyini của họ chuột Cricetidae. Nó bao gồm hai loài là Transandinomys bolivaris và Transandinomys talamancae đều được tìm thấy trong những khu rừng từ Honduras ở Trung Mỹ về phía nam và phía đông sang phía tây nam Ecuador và tây bắc Venezuela ở miền bắc Nam Mỹ. Cho đến năm 2006, các thành viên của nó đã được xếp vào chi Oryzomys, nhưng phân tích phát sinh loài cho thấy chúng không liên quan chặt chẽ với các loài thuộc chi đó và do đó chúng được đặt trong một chi mới. Chúng có thể liên quan chặt chẽ đến các chi như Hylaeamys và Euryoryzomys, những loài này có các loài rất giống nhau. 

## Phân bố
Sự phân bố của Transandinomys trải dài từ phía đông Honduras qua Nicaragua, Costa Rica, Panama và Colombia về phía nam và đông sang phía tây nam Ecuador và miền bắc Venezuela, thường là phía tây và bắc dãy Andes. Phạm vi pân bố của hai loài chồng lấn lên nhau, nhưng khác biệt. Lòa T. bolivaris xuất hiện từ Honduras chủ yếu ở phía Caribê của Trung Mỹ phía nam đến phía tây Colombia và Tây Bắc Ecuador, lên đến 1800 m (5900 ft) trên mực nước biển.
Trong khi đó T. talamancae, được tìm thấy ở độ cao 1525 m (5000 ft) so với mực nước biển, ít phân bố rộng rãi ở Trung Mỹ, vì nó không được biết xa hơn phía tây bắc Costa Rica, nhưng phân bố rộng rãi hơn ở Nam Mỹ, xuất hiện ở phía tây nam Ecuador và phía bắc Venezuela. Nó cũng đã được ghi lại ở phía Nam của Andes Venezuela, trong dải hẹp của rừng giữa Llanos. Cả hai loài này đều là chuột rừng, nhưng trong khi T. bolivaris bị giới hạn bởi các dạng rừng ẩm, T. talamancae dường như chịu đựng được nhiều hơn so với rừng khô hơn, điều này giải thích sự phân bố rộng hơn của Nam Mỹ. 

## Đặc điểm
Cả hai loài Transandinomys bolivaris và Transandinomys talamancae là những con chuột gạo cỡ vừa, chúng có nhiều màu sẫm hơn các phần dưới màu trắng. Cả hai loài này đều có đặc điểm râu dài, nhưng loài T. bolivaris đặc biệt dài. Ngoài chiều dài râu và lông thú, một số khác biệt về hình thái khác biệt khác biệt, bao gồm cả hàm lượng phân tử trên đầu tiên ở T. bolivaris. Loài Hylaeamys và Euryoryzomys cũng khác với Transandinomys trong một số chi tiết về hộp sọ và răng và có râu ngắn hơn.
Chúng gần giống với các giống lúa rừng trung bình cỡ trung bình như Hylaeamys và Euryoryzomys từ rừng nhiệt đới Amazon và các khu vực lân cận và Handleyomys alfaroi ở Trung Mỹ và Tây Nam Mỹ. Các loài Transandinomys sống trên mặt đất, hoạt động vào ban đêm, ăn cả thực vật và động vật, và làm tổ trên cây. Cả hai đều là vật chủ để ký sinh bên ngoài. Cả hai loài này sống trên mặt đất, hoạt động trong đêm, sống đơn độc, và ăn chủ yếu trái cây và hạt, nhưng cũng có thể ăn các loại thảo mộc và côn trùng. Nhiều loài ve, bọ chét đã được ghi nhận là ký sinh trùng trên cả hai loài.